# Рухледев, Валерий Никитич
Валерий Никитич Рухлядев (Рухледев) (род. 18 января 1945, Заозёрный, Красноярский край)— советский самбист и дзюдоист, чемпион и призёр чемпионатов СССР, Европы и мира по самбо и дзюдо, чемпион Сурдлимпийских игр по вольной и греко-римской борьбе, Заслуженный мастер спорта СССР. Президент Всероссийского общества глухих, президент Международного комитета спорта глухих, президент Сурдлимпийского комитета России, профессор Академии проблем государственной безопасности, обороны и правопорядка России.

## Биография
Родился в 1948 году в городе Заозёрный. Инвалид по слуху, учился в школе-интернате № 38 для глухих детей Новокузнецка. Окончил Одесскую школу-интернат № 97 для глухих детей. После переезда в Одессу стал интересоваться борьбой. Рухледева не принимали в секции по причине его глухоты. Но благодаря его настойчивости тренер по самбо Анатолий Матюшенко взял его в свою секцию.
Выступления глухого спортсмена наравне с нормальными многих приводило в изумление: вестибулярный аппарат инвалида по слуху нарушен и поэтому его положение неустойчиво. Тем не менее, Рухледев боролся наравне с именитыми и сильными слышащими спортсменами. В 16 лет он стал мастером спорта СССР. Тогда же стал себя пробовать в вольной и классической борьбе, дзюдо.
В 1970 году стал членом спортивного общества «Динамо», за которое выступал в течение 8 лет. Стал 6-кратным чемпионом общества по самбо и дзюдо. В советское время в общество «Динамо» входили сотрудники всех силовых ведомств и стать чемпионом общества считалось очень почётно. Его тренером в этот период был Роберт Самвелович Бабаянц.
В 1972 году, на первом чемпионате Европы по самбо, который проходил в Риге, завоевал серебряную медаль. Это был уникальный случай, так как инвалид по слуху стал призёром чемпионата Европы по самбо среди здоровых спортсменов, лучших борцов мира. Владимир Невзоров вспоминал:
На чемпионате Европы в финале он встретился с двукратным чемпионом мира, знаменитым японским борцом — Нобуюки Сато. Валерия Никитича все предупреждали: «Смотри, будь более внимательным, смотри, как он борется». У Сато была знаменитая подножка, как её называли — «передняя подножка Сато». Все об этом знали и, в любом конце страны, были наслышаны о том, кто такой Сато. А Валера, как всегда, только «угу» и кивал головой.
Начался бой. Валера выскочил на ковёр бороться с противником. Оказавшись на ринге, он накинулся на Сато — стал его, в буквальном смысле, рвать: и влево, и вправо. Схватка была сильная. Конечно, опыт известного дзюдоиста тоже дал о себе знать. Как сейчас помню — он выиграл у Валерия всего в одно движение.

Обычно борцы такого уровня, когда заканчивают схватку, не устают, а иногда выходят с ковра легкой походкой. Но в этом случае Сато еле-еле сошёл с ковра и постоянно исподлобья посматривал на Валеру. Я это очень хорошо запомнил. Когда мы с Валерой вместе бегали на тренировки, я сам смотрел на этого Сато, как на Бога. А тут он точно так же смотрел на Валеру, и взгляд его как бы спрашивал: «Откуда вытащили этого бычка?».
В 1969, 1973 и 1977 годах на каждых летних всемирных Играх глухих становился чемпионом по греко-римской и вольной борьбе.
После окончания спортивной карьеры работал тренером в Одессе. В 1980 году был приглашён на работу заместителем начальника отдела физической культуры и спорта. В 1982 году стал начальником отдела спортивной и физкультурно-оздоровительной работы Центрального Правления Всероссийского общества глухих (ВОГ), в 1989 году — начальником отдела международных связей ЦП ВОГ. В 1993 году был избран членом центрального правления ВОГ, президиума ВОГ, вице-президентом ВОГ. В 1993 году создал и возглавил Российский спортивный союз глухих (ныне Общероссийская спортивная Федерация спорта глухих). Вскоре он же возглавил Сурдлимпийский комитет России. В 2003 году стал президентом ВОГ.
Международный Олимпийский Комитет в 2001 году присвоил ему звание «Олимпиец XX века». Он единственный человек в России, получивший это звание. В 2013 году на Конгрессе Международного комитета спорта глухих был избран президентом этой организации.

## Образование
В 1974 году окончил Одесский педагогический институт имени Ушинского. Кандидат философских наук.

## Общественная деятельность
- 1982 — начальник отдела спортивной и физкультурно-оздоровительной работы Центрального Правления ВОГ (ЦП ВОГ);
- 1989 — начальник отдела международных связей ЦП ВОГ;
- 1993 — член ЦП ВОГ, президиума ЦП ВОГ, Вице-президентом ВОГ;
- 2003 — Президент ВОГ;
- 2004 — член Совета по делам инвалидов при Председателе Совета Федерации Федерального Собрания Российской Федерации и различных межведомственных и общественных комиссий по вопросам социальной защиты населения;
- 2005 — в составе государственной делегации Российской Федерации принимал участие в работе VI, VII и VIII сессий Специального Комитета ООН по разработке Международной Конвенции о правах инвалидов;
- 2006 — член Совета Всемирной Федерации глухих;
- 2006 — член Правления Фонда социального страхования Российской Федерации;
- 2009 — член Совета при Президенте Российской Федерации по делам инвалидов (председатель Комиссии по образованию и социокультурной деятельности инвалидов);
- член Генерального совета Всероссийской политической партии «Единая Россия».

## Спортивная деятельность
За время спортивных выступлений выиграл 11 международных турниров, чемпионат Европы и СССР по дзюдо среди обычных спортсменов, шестикратный чемпион Всемирных игр глухих по греко-римской и вольной борьбе;
- 1993 — руководитель Общероссийской спортивной федерацией спорта глухих (ОСФСГ);
- 1996 — член Исполкома Европейской спортивной организации глухих (EDSO);
- 2004 — Президент Сурдлимпийского комитета России (СКР);
- 2013 — Президент Международного комитета спорта глухих (МКСГ).

### Спортивные результаты
- Чемпионат СССР по самбо 1971 года — ;
- Чемпионат СССР по самбо 1972 года — ;
- Чемпионат СССР по дзюдо 1973 года — ;
- Чемпионат СССР по дзюдо 1974 года — ;
- Чемпионат СССР по дзюдо 1976 года — ;

## Государственные, общественные награды и почётные звания
- Медаль «За заслуги в спорте»;
- «Заслуженный работник физической культуры Российской Федерации»;
- «Заслуженный мастер спорта Российской Федерации»;
- Благодарность Президента Российской Федерации (16 ноября 1998 года) — за успешную подготовку и выступление сборной команды России на XVIII Всемирных летних играх глухих спортсменов[2];
- диплом Международного олимпийского комитета «За выдающиеся достижения в развитии спорта и дружбы между народами»;
- почётное звание Международного комитета спорта глухих «Олимпиец столетия»;
- орден Всемирной Федерации глухих «За международные заслуги» I степени;
- нагрудный знак ВОГ «За особые заслуги» I, II и III степени;

и многие другие общественные награды.

## Семейное положение
Женат, имеет сына и дочь.

## Уголовное дело
В мае 2018 года против Рухледева было выдвинуто обвинение в хищении 320 млн рублей. Он был помещён под домашний арест. Сам Рухледев утверждает, что его преследование является следствием борьбы за пост руководителя ВОГ.